# Руис де Веласко, Вероника
Вероника Руис де Веласко (исп. Verónica Ruiz de Velasco, 1968; Мехико, Мексика) — мексиканская художница, живущая в США и работающая в стиле неофигуративного искусства. Она обучалась искусству у Теодуло Ромуло, Руфино Тамайо, Жана Дюбюффе и Хильберто Асевеса Наварро.

## Биография
Вероника Руис де Веласко родилась в Мексике в семье Педро Руиса де Веласко (1915—1996) и Сусаны Сентено Руис де Веласко, будучи 15-м ребёнком среди 18 братьев и сестёр. В 1983 году она была принята на курсы искусств в Национальную школу изящных искусств Ла Эсмеральда в Мехико. В 1984 году куратор Галереи Лурдес Чумасеро в Мехико организовал выставку её работ. Это стало поворотным моментом в её карьере, позволившим ей войти в мексиканское художественное сообщество, так как эту выставку посетили многие ведущие художники страны, такие как Теодуло Ромуло, Томас Парра и Хильберто Асевес Наварро. Ромуло предложил Веронике Руис свои уроки по технике живописи.
В 1984 году Руис де Веласко отправилась в Париж, где обучалась технике искусства у Жана Дюбюффе. В 1985 году Руфино Тамайо пригласил её в свою студию, чтобы дать ей несколько частных уроков. Тамайо отметил, что у работ Руис де Веласко был «отличный цвет».
В 1985—1988 годах она прошла несколько курсов в Старой академии Сан-Карлос (исп. Antigua Academia de San Carlos) в Мехико, беря частные уроки у Гильберто Асевеса Наварро, которого она считает своим важнейшим учителем.
В 2009 году Вероника Руис де Веласко стала одним из пяти мексиканских художников, отобранных для создания изображения, представляющего Мексику на чемпионате мира по футболу 2010 года в Южно-Африканской Республике.

## Выставки в Мексике
В 1985 году прошла выставка работ Руис де Веласко в галерее Национальной лотереи Мексики. В следующем году была организована её персональная выставка в галерее Международного аэропорта имени Бенито Хуареса в Мехико. В 1987 году Вероника Руис стала самой молодой художницей, выставленной в Музее современного искусства в Мехико. Эта выставка была посвящена Эндрю Ллойду Уэбберу и имела отсылки к его мюзиклам, таким как «Кошки», «Иисус Христос — суперзвезда», «Эвита», «Звёздный Экспресс» и «Призрак Оперы». В честь своего 25-летия Музей современного искусства выпустил книгу, включив Руис де Веласко в число ведущих художников Мексики.
В 1989 году Руис де Веласко написала мурал в Американо-британском медицинском центре Ковдрей. Работа над ней заняла у неё почти год. Её открытие стало национальным событием в Мексике, где среди прочих присутствовали посол США в Мексике Чарльз Пиллиод и Чарльз, принц Уэльский.